# Bienandanzas e fortunas
 (août 2025).
Si vous disposez d'ouvrages ou d'articles de référence ou si vous connaissez des sites web de qualité traitant du thème abordé ici, merci de compléter l'article en donnant les références utiles à sa vérifiabilité et en les liant à la section « Notes et références ».
Bienandanzas e fortunas (Istoria de las bienandanças e fortunas, littéralement Joies et Fortunes), est une série de livres en 25 tomes rédigée à la fin du XVe siècle par Lope García de Salazar alors qu'il était détenu dans sa maison-tour de Saint-Martin de Muñatones.
L'œuvre, dans laquelle se mêlent histoire, légendes et traditions, couvre la période s'étendant depuis la création du monde jusqu'au milieu du XVe siècle.

## L'œuvre
Comme décrit dans le prologue, l'ouvrage traite des thèmes historiques et légendaires suivants :
- La création du monde, le déluge, la tour de Babel, Babylone, Abraham, le peuple d'Israël, Troie, Hercule, Alexandre le Grand, Carthage et Rome ;
- Le duché de Milan, les royaumes de la France, Bretagne, Flandre et Bourgogne, le Dauphiné ainsi que leurs rois et notables. Aussi Venise, l'Angleterre, l'Écosse, l'Irlande, la ville de Londres et la visite faite par Joseph d'Arimathie et son fils, du roi Arthur d'Angleterre et le roi Charles de France. Ensuite ce qu'il appelle le eregía del falso Maomad et la secte des moros alárabes et des turcs, puis Godefroy de Bouillon et les croisés ;
- Sur des sujets espagnols (fechos d'España), il commence en racontant comment elle a été peuplée, l'arrivée d’Hercule, les guerres entre les Carthaginois et les Romains, Hamilcar Barca, Hannibal et Scipion, de la défense des Espagnols contre les étrangers ;
  - Il continue avec les Goths, l'invasion musulmane, les débuts des royaumes chrétiens et le royaume de León ;
  - Il suit avec la formation de la Castille, de l'union de Castille-et-Léon jusqu'à Henri IV et du Cid (Rodrigo Díaz de Vivar) ;
  - Il continue avec les rois de Navarre, depuis Eneko Arista jusqu'à don Juan, les rois du Portugal, puis comment la Biscaye a été peuplée, l'histoire de la Biscaye et de ses seigneurs, des lignées antiques de Castille, Labort, Gascogne, Guipúzcoa, Enkarterri, Álava et Oviedo et leurs montagnes ;
  - Enfin, il traite des guerres de bandes depuis la Gascogne jusqu'aux Asturies d'Oviedo et des fraternités de Galice.